# Trofeo Alfredo Binda - Comune di Cittiglio 2013
Il Trofeo Alfredo Binda - Comune di Cittiglio 2013, trentottesima edizione della corsa, valida come seconda prova della Coppa del mondo di ciclismo su strada femminile 2013, si svolse il 24 marzo 2013 su un percorso di 120,5 km, con partenza da Laveno-Mombello e arrivo a Cittiglio, in Italia. La vittoria fu appannaggio dell'italiana Elisa Longo Borghini, la quale completò il percorso in 3h12'16", precedendo la svedese Emma Johansson e l'olandese Ellen van Dijk.
Sul traguardo di Cittiglio 66 cicliste, su 160 partite da Laveno-Mombello, portarono a termine la competizione.

## Ordine d'arrivo (Top 10)
| Pos. | Corridore            | Squadra        | Tempo    |
| ---- | -------------------- | -------------- | -------- |
| 1    | Elisa Longo Borghini | Hitec Products | 3h12'16" |
| 2    | Emma Johansson       | Orica-AIS      | a 1'44"  |
| 3    | Ellen van Dijk       | Specialized    | s.t.     |
| 4    | Amanda Spratt        | Orica-AIS      | a 1'51"  |
| 5    | Chantal Blaak        | Team Tibco     | a 2'21"  |
| 6    | Marianne Vos         | Rabo WCT       | s.t.     |
| 7    | Annemiek van Vleuten | Specialized    | s.t.     |
| 8    | Rossella Ratto       | Hitec Products | s.t.     |
| 9    | Anna van der Breggen | Sengers LCT    | s.t.     |
| 10   | Carmen Small         | Specialized    | s.t.     |